# Мехмет Гюрген
Мехмет Гюрген (тур. Mehmet Gürgen, 30 грудня 1968) — турецький боксер, призер чемпіонату світу серед аматорів.

## Аматорська кар'єра
На чемпіонаті Європи 1991 в категорії до 91 кг програв в першому бою Георгіосу Стефанопулосу (Греція).
На чемпіонаті світу 1991 в категорії до  81 кг завоював бронзову медаль.
- В 1/8 фіналу переміг Петера Звезерійнена (Нідерланди) — 27-18
- У чвертьфіналі переміг Джо Да Ко (Південна Корея) — 29-25
- У півфіналі програв Торстену Май (Німеччина) — 7-31

На Олімпійських іграх 1992 програв в першому бою Анхелю Еспіноса (Куба).